# Milla oaxacana
Milla oaxacana är en sparrisväxtart som beskrevs av Pierfelice Ravenna. Milla oaxacana ingår i släktet Milla och familjen sparrisväxter. Inga underarter finns listade i Catalogue of Life.